# Senat Connecticut
Senat Connecticut (Connecticut Senate) – izba wyższa parlamentu stanowego amerykańskiego stanu Connecticut. Składa się z 36 członków wybieranych na dwuletnią kadencję, przy czym dopuszczalna jest nieograniczona liczba reelekcji. Wybory odbywają się z zastosowaniem ordynacji większościowej, w jednomandatowych okręgach wyborczych. 
Podobnie jak w większości innych amerykańskich senatów stanowych, formalnym przewodniczącym Senatu jest z urzędu zastępca gubernatora stanu, który może jednak brać udział w głosowaniu wyłącznie w razie remisu. Na co dzień pracami izby kieruje przewodniczący pro tempore, wybierany przez senatorów z własnego grona. 

## Kierownictwo
stan na 5 października 2010
- Przewodniczący: Michael Fedele (R, z urzędu jako zastępca gubernatora Connecticut)
- Przewodniczący pro tempore: Donald Williams (D)
- Lider większości: Martin Looney (D)
- Lider mniejszości: John McKinney (R)